# British Academy Film Awards 1999

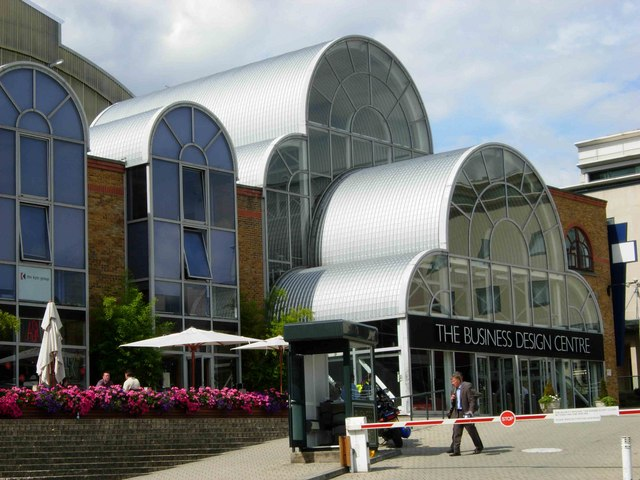
Business Design Centre in London, der Veranstaltungsort

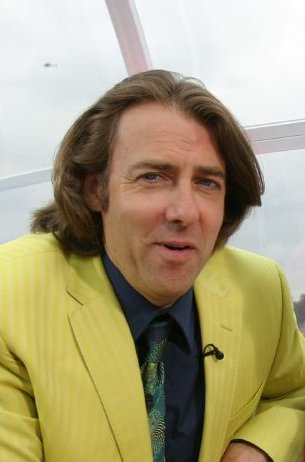
Jonathan Ross, der Gastgeber der Veranstaltung

Die 52. Verleihung der British Academy Film Awards fand am 11. April 1999 im Business Design Centre in London statt. Die Filmpreise der British Academy of Film and Television Arts (BAFTA) wurden in 21 Kategorien verliehen, hinzu kamen drei Ehrenpreis-Kategorien. Erstmals wurde dabei ein Preis in der Kategorie Beste Nachwuchsleistung vergeben. Die Verleihung zeichnete Filme des Jahres 1998 aus. Gastgeber der Veranstaltung war der britische Moderator Jonathan Ross.
| Film                    | N  | A |
| ----------------------- | -- | - |
| Shakespeare in Love     | 15 | 4 |
| Elizabeth               | 12 | 5 |
| Der Soldat James Ryan   | 10 | 3 |
| Die Truman Show         | 7  | 3 |
| Little Voice            | 6  | 0 |
| Hilary & Jackie         | 5  | 0 |
| Das Leben ist schön     | 3  | 1 |
| Mit aller Macht         | 2  | 1 |
| Velvet Goldmine         | 2  | 1 |
| Bube, Dame, König, grAS | 2  | 0 |

## Preisträger und Nominierungen
Mit zehn oder mehr Nominierungen galten Shakespeare in Love (15 Nominierungen), Elizabeth (12) und Der Soldat James Ryan (10) im Vorfeld als Favoriten. Elizabeth mit fünf und Shakespeare in Love mit vier Preisen erhielten die meisten Auszeichnungen des Abends. Verlierer des Abends waren Little Voice und Hilary & Jackie, die bei sechs bzw. fünf Nominierungen leer ausgingen.

### Bester Film
Shakespeare in Love – David Parfitt, Donna Gigliotti, Harvey Weinstein, Edward Zwick, Marc Norman
Elizabeth – Alison Owen, Eric Fellner, Tim Bevan
Der Soldat James Ryan (Saving Private Ryan) – Steven Spielberg, Ian Bryce, Mark Gordon, Gary Levinsohn
Die Truman Show (The Truman Show) – Scott Rudin, Andrew Niccol, Edward S. Feldman, Adam Schroeder

### Bester britischer Film
Elizabeth – Alison Owen, Eric Fellner, Tim Bevan, Shekhar Kapur
Bube, Dame, König, grAS (Lock, Stock & Two Smoking Barrels) – Matthew Vaughn, Guy Ritchie
Hilary & Jackie (Hilary and Jackie) – Andy Paterson, Nicolas Kent, Anand Tucker
Little Voice – Elizabeth Karlsen, Mark Herman
Mein Name ist Joe (My Name is Joe) – Rebecca O’Brien, Ken Loach
Sie liebt ihn – sie liebt ihn nicht (Sliding Doors) – Sydney Pollack, Philippa Braithwaite, William Horberg, Peter Howitt

### Beste Regie
Peter Weir – Die Truman Show (The Truman Show)
Shekhar Kapur – Elizabeth
John Madden – Shakespeare in Love
Steven Spielberg – Der Soldat James Ryan (Saving Private Ryan)

### Bester Hauptdarsteller
Roberto Benigni – Das Leben ist schön (La vita è bella)
Michael Caine – Little Voice
Joseph Fiennes – Shakespeare in Love
Tom Hanks – Der Soldat James Ryan (Saving Private Ryan)

### Beste Hauptdarstellerin
Cate Blanchett – Elizabeth
Jane Horrocks – Little Voice
Gwyneth Paltrow – Shakespeare in Love
Emily Watson – Hilary & Jackie (Hilary and Jackie)

### Bester Nebendarsteller
Geoffrey Rush – Shakespeare in Love
Ed Harris – Die Truman Show (The Truman Show)
Geoffrey Rush – Elizabeth
Tom Wilkinson – Shakespeare in Love

### Beste Nebendarstellerin
Judi Dench – Shakespeare in Love
Kathy Bates – Mit aller Macht (Primary Colors)
Brenda Blethyn – Little Voice
Lynn Redgrave – Gods and Monsters

### Bestes adaptiertes Drehbuch
Elaine May – Mit aller Macht (Primary Colors)
Frank Cottrell Boyce – Hilary & Jackie (Hilary and Jackie)
Hilary Henkin, David Mamet – Wag the Dog – Wenn der Schwanz mit dem Hund wedelt (Wag the Dog)
Mark Herman – Little Voice

### Bestes Original-Drehbuch
Andrew Niccol – Die Truman Show (The Truman Show)
Roberto Benigni, Vincenzo Cerami – Das Leben ist schön (La vita è bella)
Michael Hirst – Elizabeth
Marc Norman, Tom Stoppard – Shakespeare in Love

### Beste Kamera
Remi Adefarasin – Elizabeth
Peter Biziou – Die Truman Show (The Truman Show)
Richard Greatrex – Shakespeare in Love
Janusz Kamiński – Der Soldat James Ryan (Saving Private Ryan)

### Bestes Szenenbild
Dennis Gassner – Die Truman Show (The Truman Show)
John Myhre – Elizabeth
Thomas E. Sanders – Der Soldat James Ryan (Saving Private Ryan)
Martin Childs – Shakespeare in Love

### Beste Kostüme
Sandy Powell – Velvet Goldmine
Alexandra Byrne – Elizabeth
Graciela Mazón – Die Maske des Zorro (The Mask of Zorro)
Sandy Powell – Shakespeare in Love

### Beste Maske
Jenny Shircore – Elizabeth
Lois Burwell, Jeanette Freeman – Der Soldat James Ryan (Saving Private Ryan)
Peter Swords King – Velvet Goldmine
Lisa Westcott – Shakespeare in Love

### Beste Filmmusik
David Hirschfelder – Elizabeth
Barrington Pheloung – Hilary & Jackie (Hilary and Jackie)
Stephen Warbeck – Shakespeare in Love
John Williams – Der Soldat James Ryan (Saving Private Ryan)

### Bester Schnitt
David Gamble – Shakespeare in Love
Jill Bilcock – Elizabeth
Niven Howie – Bube, Dame, König, grAS (Lock, Stock & Two Stocking Barrels)
Michael Kahn – Der Soldat James Ryan (Saving Private Ryan)

### Bester Ton
Richard Hymns, Ron Judkins, Andy Nelson, Gary Rydstrom, Gary Summers – Der Soldat James Ryan (Saving Private Ryan)
David Crozier, Graham Daniel, Nigel Heath, Ray Merrin, Julian Slater – Hilary & Jackie (Hilary and Jackie)
Graham Daniel, Rodney Glenn, Peter Lindsay, Ray Merrin – Little Voice
John Downer, Peter Glossop, Dominic Lester, Robin O’Donoghue – Shakespeare in Love

### Beste visuelle Effekte
Neil Corbould, Stefen Fangmeier, Roger Guyett – Der Soldat James Ryan (Saving Private Ryan)
Grahame Andrew, Chris Godfrey, Neal Scanlan, Bill Westenhofer – Schweinchen Babe in der großen Stadt (Babe: Pig in the City)
Craig Barron, Peter Chesney, Brad Kuehn, Michael J. McAlister – Die Truman Show (The Truman Show)
John Bell, Ken Bielenberg, Kendal Cronkhite, Philippe Gluckman – Antz

### Beste Nachwuchsleistung
Richard Kwietniowski – Leben und Tod auf Long Island (Love and Death on Long Island)
Sandra Goldbacher – The Governess
Shane Meadows – Twenty Four Seven
Matthew Vaughn – Bube, Dame, König, grAS (Lock Stock & Two Smoking Barrels)

### Bester animierter Kurzfilm
The Canterbury Tales – Aida Zyablikova, Renat Zinnurov, Ashley Potter, Dave Antrobus, Claire Jennings, Mic Graves, Joanna Quinn, Les Mills, Jonathan Myerson
1001 Nights – Yukio Sonoyama, Mike Smith
Gogwana – Helen Nabarro, Deiniol Morris, Sion Jones, Michael Mort, Joe Turner
Humdrum – Carla Shelley, Julie Lockhart, Peter Peake

### Bester Kurzfilm
Home – Hannah Lewis, Morag McKinnon, Colin McLaren
Anthrakitis – Natasha Dack, Sara Sugarman
Eight – Jon Finn, Stephen Daldry, Tim Clague
In Memory Of Dorothy Bennett – Catherine McArthur, Martin Radich

### Bester nicht-englischsprachiger Film
Central Station (Central do Brasil), Brasilien – Martine de Clermont-Tonnerre, Arthur Cohn, Walter Salles
Das Leben ist schön (La vita è bella), Italien – Roberto Benigni, Gianluigi Braschi, Elda Ferri
Duell der Degen (Le Bossu), Frankreich – Philippe de Broca, Patrick Godeau
Live Flesh – Mit Haut und Haar (Carne trémula), Frankreich/Spanien – Agustín Almodóvar, Pedro Almodóvar

## Ehrenpreise

### Academy Fellowship
- Eric Morecambe und Ernie Wise – britische Komiker und Schauspieler, Begründer des Komiker-Duos Morecambe and Wise
- Elizabeth Taylor – britisch-US-amerikanische Schauspielerin

### Herausragender britischer Beitrag zum Kino (Michael Balcon Award)
(Outstanding British Contribution to Cinema)
- Michael Kuhn – kenianisch-britischer Filmproduzent (Qwerty Films, u. a. Priscilla – Königin der Wüste, Vier Hochzeiten und ein Todesfall)

### Publikumspreis(Orange Film of the Year)
- Bube, Dame, König, grAS (Lock, Stock & Two Smoking Barrels)